# Ellen Jolin
Maria Helena (Ellen) Jolin, född den 16 juni 1854 i Stockholm, död där den 25 maj 1939, var en svensk författare, målare och grafiker.  

## Biografi
Ellen Jolin var dotter till skådespelaren Johan Christopher Jolin och Catharina Mathilda Wigert samt faster till konstnären Einar Jolin. 
Jolin studerade privat för Fredrik Scholander, Kerstin Cardon och den norske målaren Carl Hansen. Därefter deltog hon i en ettårig kurs vid Tekniska skolan innan hon 1877 kom in på Konstakademien. År 1889 for hon till Paris och studerade där för J. J. Lefebvre vid Académie Julian. Hon är representerad på Nationalmuseum, Norrköpings konstmuseum och ett flertal andra museer. Jolin är begravd på Solna kyrkogård.

## Galleri

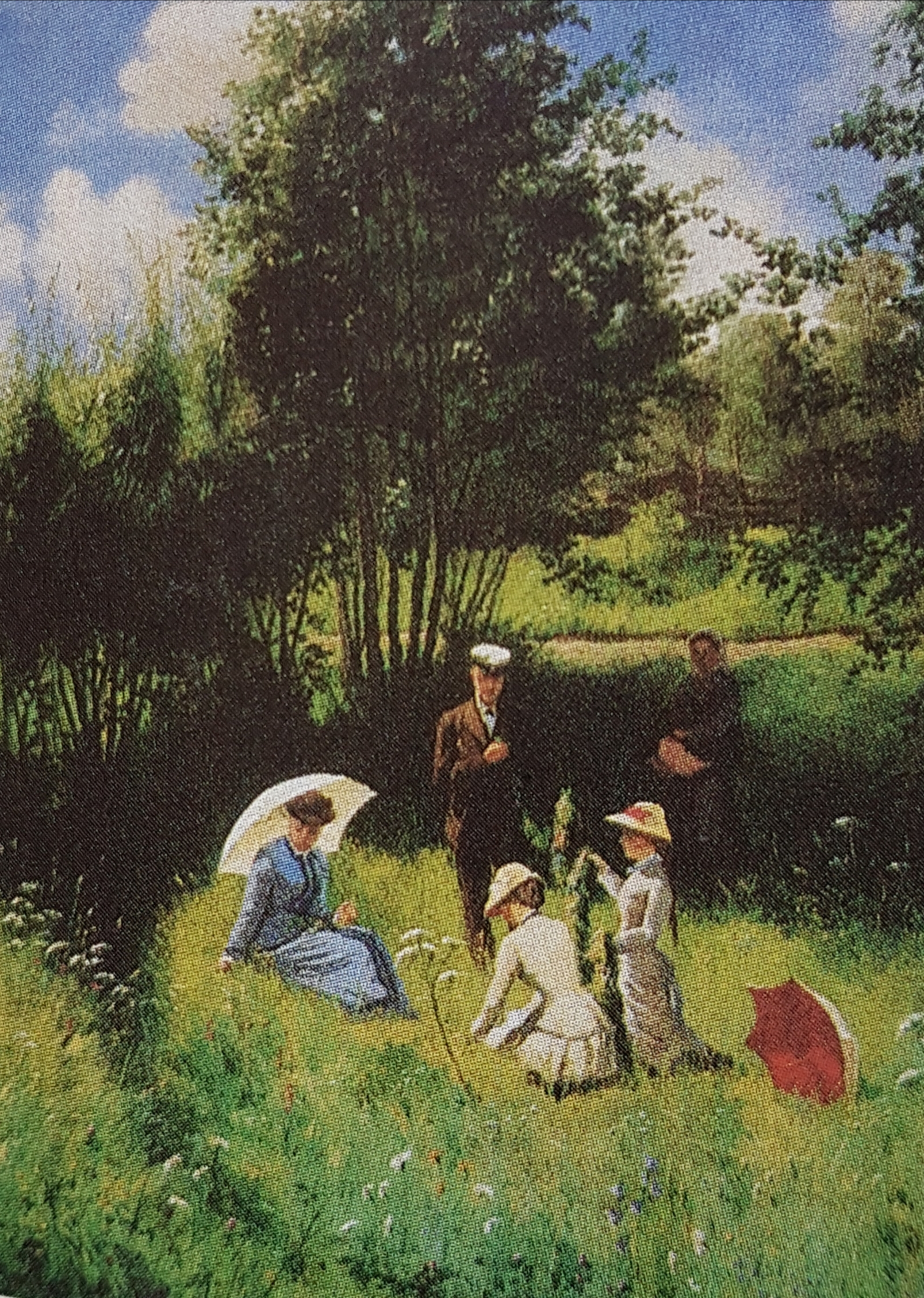
Kransbindning (u. å.)